# Kanton Tournay
Der Kanton Tournay war bis 2015 ein französischer Wahlkreis im Arrondissement Tarbes, im Département Hautes-Pyrénées und in der Region Midi-Pyrénées; sein Hauptort war Tournay. Sein Vertreter im Generalrat des Départements war zuletzt von 1982 bis 2015, zuletzt wiedergewählt 2008, André Fourcade.

## Gemeinden
Der Kanton umfasste 27 Gemeinden:
| Gemeinde         | Einwohner Jahr | Fläche km² | Bevölkerungsdichte | Postleitzahl | Code INSEE |
| ---------------- | -------------- | ---------- | ------------------ | ------------ | ---------- |
| Barbazan-Dessus  | 148 (2013)     | –          | – Einw./km²        | 65360        | 65063      |
| Bégole           | 219 (2013)     | –          | – Einw./km²        | 65190        | 65079      |
| Bernadets-Dessus | 152 (2013)     | –          | – Einw./km²        | 65190        | 65086      |
| Bordes           | 765 (2013)     | –          | – Einw./km²        | 65190        | 65101      |
| Burg             | 270 (2013)     | –          | – Einw./km²        | 65190        | 65113      |
| Caharet          | 26 (2013)      | –          | – Einw./km²        | 65190        | 65118      |
| Calavanté        | 301 (2013)     | –          | – Einw./km²        | 65190        | 65120      |
| Castéra-Lanusse  | 50 (2013)      | –          | – Einw./km²        | 65190        | 65132      |
| Clarac           | 180 (2013)     | –          | – Einw./km²        | 65190        | 65149      |
| Fréchou-Fréchet  | 151 (2013)     | –          | – Einw./km²        | 65190        | 65181      |
| Goudon           | 232 (2013)     | –          | – Einw./km²        | 65190        | 65206      |
| Hitte            | 162 (2013)     | –          | – Einw./km²        | 65190        | 65222      |
| Lanespède        | 147 (2013)     | –          | – Einw./km²        | 65190        | 65256      |
| Lespouey         | 210 (2013)     | –          | – Einw./km²        | 65190        | 65270      |
| Lhez             | 75 (2013)      | –          | – Einw./km²        | 65190        | 65272      |
| Luc              | 200 (2013)     | –          | – Einw./km²        | 65190        | 65290      |
| Mascaras         | 347 (2013)     | –          | – Einw./km²        | 65190        | 65303      |
| Moulédous        | 202 (2013)     | –          | – Einw./km²        | 65190        | 65324      |
| Oléac-Dessus     | 117 (2013)     | –          | – Einw./km²        | 65190        | 65333      |
| Orieux           | 113 (2013)     | –          | – Einw./km²        | 65190        | 65337      |
| Oueilloux        | 171 (2013)     | –          | – Einw./km²        | 65190        | 65346      |
| Ozon             | 286 (2013)     | –          | – Einw./km²        | 65190        | 65353      |
| Peyraube         | 159 (2013)     | –          | – Einw./km²        | 65190        | 65357      |
| Poumarous        | 144 (2013)     | –          | – Einw./km²        | 65190        | 65367      |
| Ricaud           | 67 (2013)      | –          | – Einw./km²        | 65190        | 65378      |
| Sinzos           | 147 (2013)     | –          | – Einw./km²        | 65190        | 65426      |
| Tournay          | 1358 (2013)    | –          | – Einw./km²        | 65190        | 65447      |

## Bevölkerungsentwicklung
| 1962 | 1968 | 1975 | 1982 | 1990 | 1999 | 2006 |
| ---- | ---- | ---- | ---- | ---- | ---- | ---- |
| 5421 | 5173 | 5204 | 5104 | 5287 | 5327 | 5610 |